# Jozef Gönci
Jozef Gönci (n. 18 martie 1974, Košice, Cehoslovacia) este un trăgător de tir ce a reprezentat Slovacia, medaliat olimpic. A participat la 5 ediții ale Jocurilor Olimpice (1996, 2000, 2004, 2008, 2012) în care a câștigat două medalii de bronz.